# Barbara Lauwers

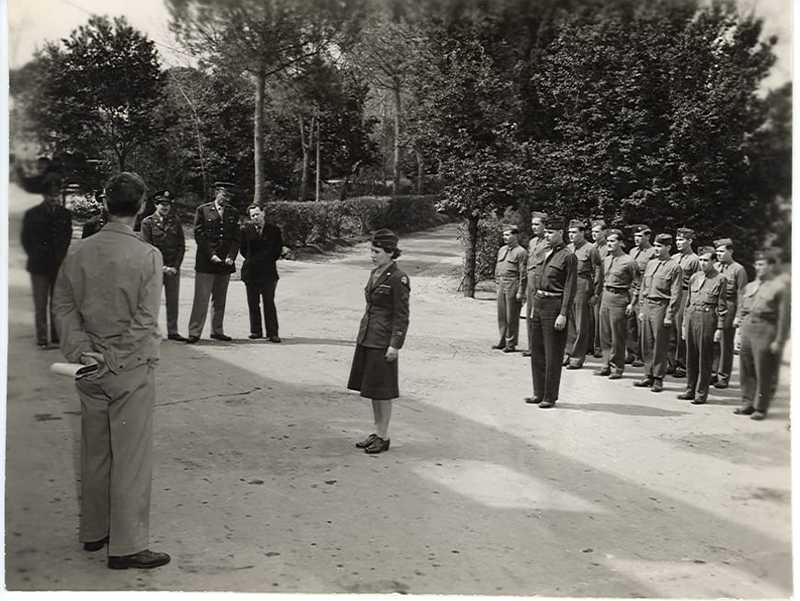
Barbara Lauwers bei der Verleihung der Bronze Star Medal (1945).

Barbara Lauwers Podoski (* 22. April 1914 in Brünn, Österreich-Ungarn als Božena Hauserová; † 16. August 2009 in Washington, D.C., Vereinigte Staaten) war eine tschechoslowakisch-amerikanische Agentin. Während des Zweiten Weltkrieges arbeitete sie im Auftrag des US-amerikanischen Nachrichtendienstes Office of Strategic Services (OSS). Ihre Propaganda-Operationen bewirkten, dass hunderte Soldaten die Seiten zu den Alliierten wechselten.

## Werdegang

### Von der Ausbildung in der Tschechoslowakei bis zum Eintritt in die US Army
Barbara Lauwers wurde als Božena Hauserová in Brünn geboren, das zu dieser Zeit zu Österreich-Ungarn und ab 1918 zur Tschechoslowakei gehörte. Sie studierte Rechtswissenschaften an der Universität von Paris und der Masaryk-Universität in ihrer Geburtsstadt. An letzterer machte sie ihren Abschluss als Doktor der Rechte und arbeitete danach als Anwältin. Im Jahr 1939, als die Tschechoslowakei vom Deutschen Reich besetzt wurde, heiratete sie den US-Amerikaner Charles Lauwers in Zlín und wanderte mit ihm nach Belgisch-Kongo aus, wo sie für den Schuhhersteller Bata arbeitete. Zwei Jahre darauf emigrierte das Paar nach New York.
Als sich Charles Lauwers 1941 nach dem Angriff auf Pearl Harbor und dem Eintritt der Vereinigten Staaten in den Zweiten Weltkrieg als Freiwilliger bei der US Army meldete, zog Barbara Lauwers, wie sie sich nunmehr nannte, nach Washington, D.C. und begann in der Pressestelle der tschechoslowakischen Botschaft zu arbeiten. Als Ghostwriterin verfasste sie jeweils ein Buch für zwei dort stationierte tschechoslowakische Obristen. Am 1. Juni 1943, dem Tag, an dem sie die US-amerikanische Staatsbürgerschaft erhielt, trat sie dem Women’s Army Corps bei.

### Propaganda-Operationen

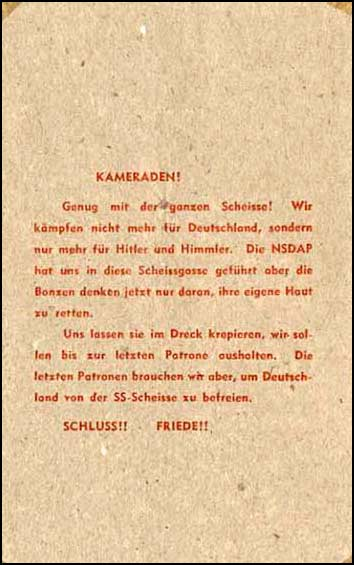
Toilettenpapier als OSS-Propaganda.

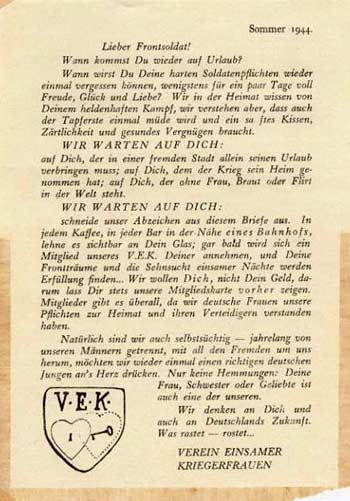
Flugblatt des Vereins einsamer Kriegerfrauen.

Aufgrund ihrer Sprachkenntnisse – sie beherrschte Englisch, Französisch, Deutsch, Tschechisch und Slowakisch fließend – wurde sie für das ein Jahr zuvor gegründete Office of Strategic Services (OSS) ausgewählt. Nach anfänglicher Stationierung in Washington wurde sie Anfang 1944 in das nordafrikanische Algier und schließlich vor dem Hintergrund des Italienfeldzugs nach Rom in die Abteilung für Morale Operations versetzt. Dort führte sie unter anderem Verhöre von Kriegsgefangenen durch, um diese als Überläufer für Propagandazwecke zu rekrutieren. Während eines solchen Verhörs erfuhr Private Lauwers von einem gefangengenommenen Feldwebel, dass die Wehrmacht an der italienischen Front vor allem Tschechen und Slowaken für die „Drecksarbeit“ einsetzte. Dieser brachte Lauwers damit auf eine Idee, bekam anschließend aber auch ihren Zorn zu spüren. Als er sich verächtlich über US-Präsident Franklin D. Roosevelt äußerte, ließ sich Lauwers zu einem Faustschlag auf seine Nase hinreißen. Sie lieh sich beim Vatikan sowohl eine tschechische als auch eine slowakische Schreibmaschine aus und bereitete ein Flugblatt in beiden Sprachen vor, das die feindlichen Soldaten zur Fahnenflucht animieren sollte, da sie vom Feind nur benutzt würden. Zusätzlich wurde der Inhalt der Flugblätter von der BBC im Radio gesendet. Innerhalb einer Woche traten hunderte tschechische und slowakische Soldaten zur alliierten Seite über, mindestens 600 davon hatten die von Lauwers entworfenen Flugblätter bei sich.
Lauwers’ Tätigkeitsschwerpunkt war daraufhin das Anfertigen sogenannter Schwarzer Propaganda zur Demoralisierung und Desinformation der Deutschen. Bei dieser besonderen Form der psychologischen Kriegsführung soll dem Feind glaubhaft gemacht werden, er hätte es z. B. bei den Flugblättern mit Erzeugnissen aus eigener Hand zu tun. Im Rahmen der Operation Sauerkraut entwarf Lauwers weitere Flugblätter, in denen unter anderem behauptet wurde, das Attentat vom 20. Juli 1944 auf Adolf Hitler habe zu einem Aufstand innerhalb der deutschen Armee geführt. Ein anderes Flugblatt gab Generalfeldmarschall Albert Kesselrings Rücktritt von allen Posten bekannt, da er den Krieg für verloren hielt. Deutsche Kriegsgefangene, die in Italien festgehalten, von Lauwers ausgewählt und zur Fahnenflucht überzeugt wurden, verteilten diese Propaganda nach ihrer Freilassung hinter den deutschen Linien. Kesselring, der deutsche Oberbefehlshaber in Italien, war aufgrund des Erfolgs der Aktion gezwungen, die Behauptungen zu seiner Person öffentlich zu dementieren.
Mit der Beförderung zum Corporal erhielt Lauwers die Verantwortung für die nächste Operation, der League of Lonely War Women. Dabei wurden Flugblätter unter den deutschen Soldaten auf Fronturlaub verteilt, die sie dazu anhielten, an öffentlichen Orten wie Bars und Restaurants das im Flugblatt aufgedruckte Papierherz ausgeschnitten an ihr Glas zu lehnen. Daraufhin würden Mitglieder des Vereins einsamer Kriegerfrauen, wie die League of Lonely War Women im Deutschen getauft wurde, auf die Soldaten zugehen, damit diese ihr eigenes und das Verlangen der Frauen nach körperlicher Nähe stillen könnten. Da deren Männer kriegsbedingt abwesend waren, wollten sie in den Fronturlaubern zeitweiligen Ersatz finden. Dadurch sollte bei den Soldaten der Verdacht genährt werden, dass auch ihre eigenen Frauen zuhause gleichermaßen untreu würden.

„Natürlich sind wir auch selbstsüchtig – jahrelang von unseren Männern getrennt, mit all den Fremden um uns herum, möchten wir wieder einmal einen richtigen deutschen Jungen an’s Herz drücken. Nur keine Hemmungen: Deine Frau, Schwester und Geliebte ist auch eine der unseren.“

Lauwers verfasste die Formulierungen des Flugblatts selbst und benutzte dabei gängigen deutschen Soldatenjargon, um eine hohe Authentizität zu gewährleisten. Diese Täuschung entpuppte sich als erfolgreich und derart überzeugend, dass am 10. Oktober 1944 selbst die Washington Post auf sie hereinfiel und darüber berichtete. Für ihre Verdienste beim OSS wurde Barbara Lauwers am 6. April 1945 mit dem Bronze Star ausgezeichnet.

### Nach dem Krieg
Lauwers verbrachte nach Kriegsende zunächst einige Jahre in der Tschechoslowakei. Sie kehrte aber noch vor dem Februarumsturz 1948 in die Vereinigten Staaten zurück und war zunächst für Voice of America tätig, den offiziellen Auslandssender der Vereinigten Staaten von Amerika. Zudem arbeitete sie als „Mädchen für alles“ bei der National Academy of Sciences in Washington. Während des Krieges hatte sie sich von ihrem Mann Charles scheiden lassen. Ab 1948 war sie 20 Jahre lang bei der Library of Congress als wissenschaftliche Mitarbeiterin angestellt. In dieser Zeit lernte sie Joseph Junosza Podoski kennen, den sie 1954 heiratete. Das Paar hatte eine Tochter. Sie kehrte mit dem Eintritt in den Ruhestand 1968 nach Österreich zurück, wo sie neun Jahre lang blieb und im Wiener Büro des Hochkommissars der Vereinten Nationen für Flüchtlinge als Assistentin arbeitete. 1977 zog sie wieder nach Washington. Sieben Jahre darauf starb Joseph Podoski. 1999, kurz vor Barbara Lauwers Podoski selbst, starb mit J. R. Coolidge ihr letzter Lebensgefährte. Lauwers Podoski erlag am 16. August 2009 einem Herz-Kreislauf-Leiden im Veterans Affairs Hospital in Washington. Erst 2008 wurde der Großteil ihres Schaffens im Zweiten Weltkrieg öffentlich, als die Akten aus ihrer Zeit beim OSS freigegeben wurden.